# Neotrichoporoides confusus
Neotrichoporoides confusus är en stekelart som först beskrevs av Schulten och Feijen 1984.  Neotrichoporoides confusus ingår i släktet Neotrichoporoides och familjen finglanssteklar. Inga underarter finns listade i Catalogue of Life.